# Elezioni comunali in Lombardia del 1996
Il 9 giugno 1996 (con ballottaggio il 23 giugno) e il 17 novembre (con ballottaggio il 1º dicembre) in Lombardia si tennero le elezioni per il rinnovo di numerosi consigli comunali.

## Elezioni del giugno 1996

### Provincia di Milano

#### Segrate
| Candidati                                                | Candidati                            | II turno                             | II turno                             | I turno | I turno | Liste                              | Voti   | %     | Seggi |
| Candidati                                                | Candidati                            | Voti                                 | %                                    | Voti    | %       | Liste                              | Voti   | %     | Seggi |
| -------------------------------------------------------- | ------------------------------------ | ------------------------------------ | ------------------------------------ | ------- | ------- | ---------------------------------- | ------ | ----- | ----- |
|                                                          | Bruno Colle ✔️ Sindaco               | 7 667                                | 50,54                                | 8 600   | 44,22   | Forza Italia                       | 4 357  | 25,56 | 11    |
| Alleanza Nazionale                                       | Bruno Colle ✔️ Sindaco               | 7 667                                | 50,54                                | 8 600   | 44,22   | 1 630                              | 9,56   | 4     |       |
| Pensionati del Sole-Uniti per Segrate                    | Bruno Colle ✔️ Sindaco               | 7 667                                | 50,54                                | 8 600   | 44,22   | 1 065                              | 6,25   | 2     |       |
| Centro Cristiano Democratico-Cristiani Democratici Uniti | Bruno Colle ✔️ Sindaco               | 7 667                                | 50,54                                | 8 600   | 44,22   | 484                                | 2,84   | 1     |       |
|                                                          | Regina Maria Daniotti Sironi         | 7 502                                | 49,46                                | 7 440   | 38,26   | Partito Democratico della Sinistra | 2 900  | 17,01 | 4     |
| Popolari per Prodi-Rinnovamento Italiano                 | Regina Maria Daniotti Sironi         | 7 502                                | 49,46                                | 7 440   | 38,26   | 1 336                              | 7,84   | 2     |       |
| Rifondazione Comunista                                   | Regina Maria Daniotti Sironi         | 7 502                                | 49,46                                | 7 440   | 38,26   | 1 220                              | 7,16   | 1     |       |
| Federazione dei Verdi                                    | Regina Maria Daniotti Sironi         | 7 502                                | 49,46                                | 7 440   | 38,26   | 883                                | 5,18   | 1     |       |
| Seggio di coalizione                                     | Seggio di coalizione                 | Seggio di coalizione                 | 49,46                                | 7 440   | 38,26   | 1                                  |        |       |       |
|                                                          | Mario Grioni                         | Mario Grioni                         | Mario Grioni                         | 1 789   | 9,20    | Lega Nord                          | 1 654  | 9,70  | 1     |
| Seggio di coalizione                                     | Seggio di coalizione                 | Seggio di coalizione                 | Mario Grioni                         | 1 789   | 9,20    | 1                                  |        |       |       |
|                                                          | Chiara Alessandra Tangari            | Chiara Alessandra Tangari            | Chiara Alessandra Tangari            | 1 445   | 7,43    | Segrate Viva                       | 1 353  | 7,94  | –     |
| Seggio di coalizione                                     | Seggio di coalizione                 | Seggio di coalizione                 | Chiara Alessandra Tangari            | 1 445   | 7,43    | 1                                  |        |       |       |
|                                                          | Tomaso Staiti di Cuddia delle Chiuse | Tomaso Staiti di Cuddia delle Chiuse | Tomaso Staiti di Cuddia delle Chiuse | 174     | 0,89    | Movimento Sociale Fiamma Tricolore | 162    | 0,95  | –     |
| Totale                                                   | Totale                               | 15 169                               | 100                                  | 19 448  | 100     |                                    | 17 044 | 100   | 30    |
|                                                          |                                      |                                      |                                      |         |         |                                    |        |       |       |
| Fonte: Ministero dell'interno                            |                                      |                                      |                                      |         |         |                                    |        |       |       |

### Provincia di Lodi

#### Lodi
| Candidati                     | Candidati                  | II turno                   | II turno                   | I turno | I turno | Liste                                                        | Voti   | %     | Seggi |
| Candidati                     | Candidati                  | Voti                       | %                          | Voti    | %       | Liste                                                        | Voti   | %     | Seggi |
| ----------------------------- | -------------------------- | -------------------------- | -------------------------- | ------- | ------- | ------------------------------------------------------------ | ------ | ----- | ----- |
|                               | Aurelio Ferrari ✔️ Sindaco | 12 588                     | 58,84                      | 10 053  | 37,63   | Partito Democratico della Sinistra                           | 4 317  | 19,21 | 14    |
| Partito Popolare Italiano     | Aurelio Ferrari ✔️ Sindaco | 12 588                     | 58,84                      | 10 053  | 37,63   | 2 699                                                        | 12,01  | 8     |       |
| Rinnovamento Italiano         | Aurelio Ferrari ✔️ Sindaco | 12 588                     | 58,84                      | 10 053  | 37,63   | 554                                                          | 2,47   | 1     |       |
| Socialisti Italiani           | Aurelio Ferrari ✔️ Sindaco | 12 588                     | 58,84                      | 10 053  | 37,63   | 526                                                          | 2,34   | 1     |       |
|                               | Italo Minojetti            | 8 807                      | 41,16                      | 7 128   | 26,68   | Forza Italia                                                 | 4 176  | 18,58 | 5     |
| Alleanza Nazionale            | Italo Minojetti            | 8 807                      | 41,16                      | 7 128   | 26,68   | 1 404                                                        | 6,25   | 1     |       |
| Seggio di coalizione          | Seggio di coalizione       | Seggio di coalizione       | 41,16                      | 7 128   | 26,68   | 1                                                            |        |       |       |
|                               | Andrea Angelo Gibelli      | Andrea Angelo Gibelli      | Andrea Angelo Gibelli      | 4 306   | 16,12   | Lega Nord                                                    | 3 895  | 17,33 | 4     |
| Seggio di coalizione          | Seggio di coalizione       | Seggio di coalizione       | Andrea Angelo Gibelli      | 4 306   | 16,12   | 1                                                            |        |       |       |
|                               | Ivo Antonio Batà           | Ivo Antonio Batà           | Ivo Antonio Batà           | 1 686   | 6,31    | Rifondazione Comunista                                       | 1 556  | 6,92  | 1     |
| Seggio di coalizione          | Seggio di coalizione       | Seggio di coalizione       | Ivo Antonio Batà           | 1 686   | 6,31    | 1                                                            |        |       |       |
|                               | Irenea Moiraghi Dellanoce  | Irenea Moiraghi Dellanoce  | Irenea Moiraghi Dellanoce  | 1 463   | 5,48    | Centro Cristiano Democratico-Cristiani Democratici Uniti (A) | 1 382  | 6,15  | –     |
| Seggio di coalizione          | Seggio di coalizione       | Seggio di coalizione       | Irenea Moiraghi Dellanoce  | 1 463   | 5,48    | 1                                                            |        |       |       |
|                               | Giuliana Cominetti Ferrari | Giuliana Cominetti Ferrari | Giuliana Cominetti Ferrari | 1 216   | 4,55    | Alleanza per Lodi                                            | 1 216  | 5,41  | 1     |
| Seggio di coalizione          | Seggio di coalizione       | Seggio di coalizione       | Giuliana Cominetti Ferrari | 1 216   | 4,55    | 1                                                            |        |       |       |
|                               | Chiara Ossola Pecoraro     | Chiara Ossola Pecoraro     | Chiara Ossola Pecoraro     | 606     | 2,27    | Lodi Europa                                                  | 544    | 2,42  | –     |
|                               | Giammario Invernizzi       | Giammario Invernizzi       | Giammario Invernizzi       | 211     | 0,79    | Movimento Sociale Fiamma Tricolore                           | 211    | 0,94  | –     |
| Totale                        | Totale                     | 21 395                     | 100                        | 26 713  | 100     |                                                              | 22 471 | 100   | 40    |
|                               |                            |                            |                            |         |         |                                                              |        |       |       |
| Fonte: Ministero dell'interno |                            |                            |                            |         |         |                                                              |        |       |       |

### Provincia di Mantova

#### Mantova
| Candidati                     | Candidati                          | II turno                    | II turno                    | I turno | I turno | Liste                                                                 | Voti   | %     | Seggi |
| Candidati                     | Candidati                          | Voti                        | %                           | Voti    | %       | Liste                                                                 | Voti   | %     | Seggi |
| ----------------------------- | ---------------------------------- | --------------------------- | --------------------------- | ------- | ------- | --------------------------------------------------------------------- | ------ | ----- | ----- |
|                               | Gianfranco Burchiellaro ✔️ Sindaco | 14 120                      | 66,38                       | 12 511  | 42,14   | Partito Democratico della Sinistra                                    | 6 225  | 25,65 | 15    |
| Partito Popolare Italiano     | Gianfranco Burchiellaro ✔️ Sindaco | 14 120                      | 66,38                       | 12 511  | 42,14   | 2 127                                                                 | 8,76   | 5     |       |
| Lista Civica per Mantova      | Gianfranco Burchiellaro ✔️ Sindaco | 14 120                      | 66,38                       | 12 511  | 42,14   | 1 582                                                                 | 6,52   | 4     |       |
|                               | Stefania Concordati                | 7 401                       | 34,79                       | 6 865   | 23,12   | Forza Italia-Centro Cristiano Democratico-Cristiani Democratici Uniti | 3 583  | 14,76 | 4     |
| Alleanza Nazionale            | Stefania Concordati                | 7 401                       | 34,79                       | 6 865   | 23,12   | 1 488                                                                 | 6,13   | 2     |       |
| Seggio di coalizione          | Seggio di coalizione               | Seggio di coalizione        | 34,79                       | 6 865   | 23,12   | 1                                                                     |        |       |       |
|                               | Cataldo Giosuè                     | Cataldo Giosuè              | Cataldo Giosuè              | 4 303   | 14,49   | Lega Nord                                                             | 3 878  | 15,98 | 4     |
| Seggio di coalizione          | Seggio di coalizione               | Seggio di coalizione        | Cataldo Giosuè              | 4 303   | 14,49   | 1                                                                     |        |       |       |
|                               | Claudio Balestrieri                | Claudio Balestrieri         | Claudio Balestrieri         | 2 031   | 6,84    | Rifondazione Comunista                                                | 1 788  | 7,37  | 1     |
| Seggio di coalizione          | Seggio di coalizione               | Seggio di coalizione        | Claudio Balestrieri         | 2 031   | 6,84    | 1                                                                     |        |       |       |
|                               | Maurizio Sali                      | Maurizio Sali               | Maurizio Sali               | 1 315   | 4,43    | Federazione dei Verdi-Democratici per Mantova                         | 1 231  | 5,07  | –     |
| Seggio di coalizione          | Seggio di coalizione               | Seggio di coalizione        | Maurizio Sali               | 1 315   | 4,43    | 1                                                                     |        |       |       |
|                               | Roberto Vassalle                   | Roberto Vassalle            | Roberto Vassalle            | 991     | 3,34    | S.O.S. Mantova                                                        | 871    | 3,59  | –     |
| Seggio di coalizione          | Seggio di coalizione               | Seggio di coalizione        | Roberto Vassalle            | 991     | 3,34    | 1                                                                     |        |       |       |
|                               | Luigi Lui                          | Luigi Lui                   | Luigi Lui                   | 752     | 2,53    | Rinnovamento Italiano                                                 | 698    | 2,88  | –     |
|                               | Norberto Rossi                     | Norberto Rossi              | Norberto Rossi              | 653     | 2,20    | Socialisti per Mantova                                                | 564    | 2,32  | –     |
|                               | Claudio Bondioli Bettinelli        | Claudio Bondioli Bettinelli | Claudio Bondioli Bettinelli | 268     | 0,90    | Mantova Alternativa                                                   | 236    | 0,97  | –     |
| Totale                        | Totale                             | 21 271                      | 100                         | 29 689  | 100     |                                                                       | 24 271 | 100   | 40    |
|                               |                                    |                             |                             |         |         |                                                                       |        |       |       |
| Fonte: Ministero dell'interno |                                    |                             |                             |         |         |                                                                       |        |       |       |

### Provincia di Pavia

#### Pavia
| Candidati                                                                                | Candidati                   | II turno                | II turno                | I turno | I turno | Liste                                                   | Voti   | %     | Seggi |
| Candidati                                                                                | Candidati                   | Voti                    | %                       | Voti    | %       | Liste                                                   | Voti   | %     | Seggi |
| ---------------------------------------------------------------------------------------- | --------------------------- | ----------------------- | ----------------------- | ------- | ------- | ------------------------------------------------------- | ------ | ----- | ----- |
|                                                                                          | Andrea Albergati ✔️ Sindaco | 22 832                  | 55,86                   | 19 902  | 41,17   | Partito Democratico della Sinistra                      | 11 094 | 29,51 | 17    |
| Alleanza per Pavia (Rinnovamento Italiano-Partito Popolare Italiano-Socialisti Italiani) | Andrea Albergati ✔️ Sindaco | 22 832                  | 55,86                   | 19 902  | 41,17   | 3 586                                                   | 9,54   | 5     |       |
| Federazione dei Verdi                                                                    | Andrea Albergati ✔️ Sindaco | 22 832                  | 55,86                   | 19 902  | 41,17   | 1 247                                                   | 3,32   | 2     |       |
|                                                                                          | Giuseppe Rossetti           | 14 762                  | 36,12                   | 17 318  | 35,82   | Forza Pavia (Forza Italia-Centro Cristiano Democratico) | 10 365 | 27,57 | 7     |
| Alleanza Nazionale                                                                       | Giuseppe Rossetti           | 14 762                  | 36,12                   | 17 318  | 35,82   | 4 268                                                   | 11,35  | 2     |       |
| Seggio di coalizione                                                                     | Seggio di coalizione        | Seggio di coalizione    | 36,12                   | 17 318  | 35,82   | 1                                                       |        |       |       |
|                                                                                          | Maurilio Frigerio           | Maurilio Frigerio       | Maurilio Frigerio       | 7 396   | 15,30   | Lega Nord                                               | 6 912  | 18,39 | 3     |
| Seggio di coalizione                                                                     | Seggio di coalizione        | Seggio di coalizione    | Maurilio Frigerio       | 7 396   | 15,30   | 1                                                       |        |       |       |
|                                                                                          | Adolfo Giovanni Fantoni     | Adolfo Giovanni Fantoni | Adolfo Giovanni Fantoni | 3 730   | 7,72    | Rifondazione Comunista                                  | 3 398  | 9,04  | 1     |
| Seggio di coalizione                                                                     | Seggio di coalizione        | Seggio di coalizione    | Adolfo Giovanni Fantoni | 3 730   | 7,72    | 1                                                       |        |       |       |
| Totale                                                                                   | Totale                      | 40 870                  | 100                     | 48 346  | 100     |                                                         | 37 594 | 100   | 40    |
|                                                                                          |                             |                         |                         |         |         |                                                         |        |       |       |
| Fonte: Ministero dell'interno                                                            |                             |                         |                         |         |         |                                                         |        |       |       |

#### Vigevano
| Candidati                     | Candidati                   | II turno             | II turno             | I turno | I turno | Liste                  | Voti   | %     | Seggi |
| Candidati                     | Candidati                   | Voti                 | %                    | Voti    | %       | Liste                  | Voti   | %     | Seggi |
| ----------------------------- | --------------------------- | -------------------- | -------------------- | ------- | ------- | ---------------------- | ------ | ----- | ----- |
|                               | Valerio Bonecchi ✔️ Sindaco | 14 678               | 55,78                | 13 387  | 36,63   | L'Ulivo                | 12 979 | 36,66 | 18    |
|                               | Giovanni Guazzora           | 11 638               | 44,22                | 12 562  | 34,37   | Polo per le Libertà    | 12 245 | 34,59 | 6     |
| Seggio di coalizione          | Seggio di coalizione        | Seggio di coalizione | 44,22                | 12 562  | 34,37   | 1                      |        |       |       |
|                               | Giancarlo Malvestito        | Giancarlo Malvestito | Giancarlo Malvestito | 7 175   | 19,63   | Lega Nord              | 6 945  | 19,62 | 3     |
| Seggio di coalizione          | Seggio di coalizione        | Seggio di coalizione | Giancarlo Malvestito | 7 175   | 19,63   | 1                      |        |       |       |
|                               | Roberto Guarchi             | Roberto Guarchi      | Roberto Guarchi      | 2 154   | 5,89    | Rifondazione Comunista | 2 052  | 5,80  | 1     |
| Seggio di coalizione          | Seggio di coalizione        | Seggio di coalizione | Roberto Guarchi      | 2 154   | 5,89    | 1                      |        |       |       |
|                               | Silvana Ferrari             | Silvana Ferrari      | Silvana Ferrari      | 1 271   | 3,48    | Mani Pulite            | 1 184  | 3,34  | –     |
| Totale                        | Totale                      | 26 316               | 100                  | 36 549  | 100     |                        | 35 405 | 100   | 30    |
|                               |                             |                      |                      |         |         |                        |        |       |       |
| Fonte: Ministero dell'interno |                             |                      |                      |         |         |                        |        |       |       |

#### Voghera
| Candidati                                                                  | Candidati               | II turno             | II turno          | I turno | I turno | Liste                                                                                              | Voti   | %     | Seggi |
| Candidati                                                                  | Candidati               | Voti                 | %                 | Voti    | %       | Liste                                                                                              | Voti   | %     | Seggi |
| -------------------------------------------------------------------------- | ----------------------- | -------------------- | ----------------- | ------- | ------- | -------------------------------------------------------------------------------------------------- | ------ | ----- | ----- |
|                                                                            | Carlo Scotti ✔️ Sindaco | 10 927               | 53,25             | 8 225   | 31,12   | Partito Democratico della Sinistra-Socialisti Italiani-Federazione dei Verdi-Federazione Laburista | 4 874  | 20,84 | 13    |
| Partito Popolare Italiano-Partito Repubblicano Italiano-Unione Democratica | Carlo Scotti ✔️ Sindaco | 10 927               | 53,25             | 8 225   | 31,12   | 1 855                                                                                              | 7,93   | 5     |       |
|                                                                            | Delio Todeschini        | 9 592                | 46,75             | 8 845   | 33,46   | Forza Italia-Centro Cristiano Democratico-Cristiani Democratici Uniti-Unione di Centro             | 6 360  | 27,19 | 4     |
| Alleanza Nazionale                                                         | Delio Todeschini        | 9 592                | 46,75             | 8 845   | 33,46   | 1 435                                                                                              | 6,14   | 1     |       |
| Seggio di coalizione                                                       | Seggio di coalizione    | Seggio di coalizione | 46,75             | 8 845   | 33,46   | 1                                                                                                  |        |       |       |
|                                                                            | Antonio Zanforlin       | Antonio Zanforlin    | Antonio Zanforlin | 3 283   | 12,42   | Lega Nord                                                                                          | 3 140  | 13,43 | 1     |
| Seggio di coalizione                                                       | Seggio di coalizione    | Seggio di coalizione | Antonio Zanforlin | 3 283   | 12,42   | 1                                                                                                  |        |       |       |
|                                                                            | Renzo Morini            | Renzo Morini         | Renzo Morini      | 2 512   | 9,50    | Rifondazione Comunista                                                                             | 2 383  | 10,19 | 1     |
| Seggio di coalizione                                                       | Seggio di coalizione    | Seggio di coalizione | Renzo Morini      | 2 512   | 9,50    | 1                                                                                                  |        |       |       |
|                                                                            | Giovanni Valmori        | Giovanni Valmori     | Giovanni Valmori  | 1 834   | 6,94    | Voghera Duemila                                                                                    | 1 725  | 7,38  | –     |
| Seggio di coalizione                                                       | Seggio di coalizione    | Seggio di coalizione | Giovanni Valmori  | 1 834   | 6,94    | 1                                                                                                  |        |       |       |
|                                                                            | Leonardo Gallina        | Leonardo Gallina     | Leonardo Gallina  | 1 734   | 6,56    | Progetto Voghera                                                                                   | 1 617  | 6,91  | –     |
| Seggio di coalizione                                                       | Seggio di coalizione    | Seggio di coalizione | Leonardo Gallina  | 1 734   | 6,56    | 1                                                                                                  |        |       |       |
| Totale                                                                     | Totale                  | 20 519               | 100               | 26 433  | 100     | | 23 389 | 100   | 30    |
|                                                                            |                         |                      |                   |         |         | |        |       |       |
| Fonte: Ministero dell'interno                                              |                         |                      |                   |         |         | |        |       |       |

### Provincia di Varese

#### Somma Lombardo
| Candidati                                                | Candidati                    | II turno                     | II turno                     | I turno | I turno | Liste                              | Voti  | %     | Seggi |
| Candidati                                                | Candidati                    | Voti                         | %                            | Voti    | %       | Liste                              | Voti  | %     | Seggi |
| -------------------------------------------------------- | ---------------------------- | ---------------------------- | ---------------------------- | ------- | ------- | ---------------------------------- | ----- | ----- | ----- |
|                                                          | Claudio Brovelli ✔️ Sindaco  | 5 350                        | 65,52                        | 4 717   | 45,29   | Partito Democratico della Sinistra | 1 163 | 13,62 | 5     |
| Rifondazione Comunista                                   | Claudio Brovelli ✔️ Sindaco  | 5 350                        | 65,52                        | 4 717   | 45,29   | 1 104                              | 12,93 | 4     |       |
| Partito Popolare Italiano                                | Claudio Brovelli ✔️ Sindaco  | 5 350                        | 65,52                        | 4 717   | 45,29   | 873                                | 10,22 | 3     |       |
| Federazione dei Verdi                                    | Claudio Brovelli ✔️ Sindaco  | 5 350                        | 65,52                        | 4 717   | 45,29   | 176                                | 2,06  | –     |       |
|                                                          | Piero Domenico Pirola        | 2 816                        | 34,48                        | 2 864   | 27,50   | Forza Italia                       | 1 411 | 16,52 | 2     |
| Alleanza Nazionale                                       | Piero Domenico Pirola        | 2 816                        | 34,48                        | 2 864   | 27,50   | 550                                | 6,44  | 1     |       |
| Centro Cristiano Democratico-Cristiani Democratici Uniti | Piero Domenico Pirola        | 2 816                        | 34,48                        | 2 864   | 27,50   | 358                                | 4,19  | –     |       |
| Seggio di coalizione                                     | Seggio di coalizione         | Seggio di coalizione         | 34,48                        | 2 864   | 27,50   | 1                                  |       |       |       |
|                                                          | Luigi Carlo Maria Peruzzotti | Luigi Carlo Maria Peruzzotti | Luigi Carlo Maria Peruzzotti | 2 363   | 22,69   | Lega Nord                          | 2 299 | 26,92 | 2     |
| Rinascita Leghista (A)                                   | Luigi Carlo Maria Peruzzotti | Luigi Carlo Maria Peruzzotti | Luigi Carlo Maria Peruzzotti | 2 363   | 22,69   | 158                                | 1,85  | –     |       |
| Seggio di coalizione                                     | Seggio di coalizione         | Seggio di coalizione         | Luigi Carlo Maria Peruzzotti | 2 363   | 22,69   | 1                                  |       |       |       |
|                                                          | Luigi Poianella              | Luigi Poianella              | Luigi Poianella              | 470     | 4,51    | Lista Civica (A)                   | 449   | 5,26  | –     |
| Seggio di coalizione                                     | Seggio di coalizione         | Seggio di coalizione         | Luigi Poianella              | 470     | 4,51    | 1                                  |       |       |       |
| Totale                                                   | Totale                       | 8 166                        | 100                          | 10 414  | 100     |                                    | 8 541 | 100   | 20    |
|                                                          |                              |                              |                              |         |         |                                    |       |       |       |
| Fonte: Ministero dell'interno                            |                              |                              |                              |         |         |                                    |       |       |       |

## Elezioni del novembre 1996

### Provincia di Milano

#### Limbiate
| Candidati                                                | Candidati                          | II turno                 | II turno                 | I turno | I turno | Liste                                                                                               | Voti   | %     | Seggi |
| Candidati                                                | Candidati                          | Voti                     | %                        | Voti    | %       | Liste                                                                                               | Voti   | %     | Seggi |
| -------------------------------------------------------- | ---------------------------------- | ------------------------ | ------------------------ | ------- | ------- | --------------------------------------------------------------------------------------------------- | ------ | ----- | ----- |
|                                                          | Angelo Natale Fortunati ✔️ Sindaco | 7 754                    | 50,05                    | 6 456   | 32,98   | Partito Democratico della Sinistra                                                                  | 2 655  | 16,10 | 9     |
| Rifondazione Comunista                                   | Angelo Natale Fortunati ✔️ Sindaco | 7 754                    | 50,05                    | 6 456   | 32,98   | 1 929                                                                                               | 11,70  | 7     |       |
| Socialisti Italiani                                      | Angelo Natale Fortunati ✔️ Sindaco | 7 754                    | 50,05                    | 6 456   | 32,98   | 649                                                                                                 | 3,94   | 2     |       |
| Patto Segni                                              | Angelo Natale Fortunati ✔️ Sindaco | 7 754                    | 50,05                    | 6 456   | 32,98   | 104                                                                                                 | 0,63   | –     |       |
|                                                          | Dario Citterio                     | 7 738                    | 49,95                    | 6 579   | 33,61   | Forza Italia                                                                                        | 3 225  | 19,56 | 3     |
| Centro Cristiano Democratico-Cristiani Democratici Uniti | Dario Citterio                     | 7 738                    | 49,95                    | 6 579   | 33,61   | 1 302                                                                                               | 7,90   | 1     |       |
| Città Viva                                               | Dario Citterio                     | 7 738                    | 49,95                    | 6 579   | 33,61   | 917                                                                                                 | 5,56   | 1     |       |
| Seggio di coalizione                                     | Seggio di coalizione               | Seggio di coalizione     | 49,95                    | 6 579   | 33,61   | 1                                                                                                   |        |       |       |
|                                                          | Mario Zucchiatti                   | Mario Zucchiatti         | Mario Zucchiatti         | 3 488   | 17,82   | Per Limbiate Insieme per la Città (Partito Popolare Italiano-Federazione dei Verdi-Limbiate Sì) (A) | 3 018  | 18,30 | 3     |
| Seggio di coalizione                                     | Seggio di coalizione               | Seggio di coalizione     | Mario Zucchiatti         | 3 488   | 17,82   | 1                                                                                                   |        |       |       |
|                                                          | Maurizio Porta                     | Maurizio Porta           | Maurizio Porta           | 2 308   | 11,79   | Lega Nord                                                                                           | 2 108  | 12,78 | 1     |
| Seggio di coalizione                                     | Seggio di coalizione               | Seggio di coalizione     | Maurizio Porta           | 2 308   | 11,79   | 1                                                                                                   |        |       |       |
|                                                          | Andrea Tiziano Tommasone           | Andrea Tiziano Tommasone | Andrea Tiziano Tommasone | 745     | 3,81    | Polo per Limbiate (Alleanza Nazionale-Partito Federalista)                                          | 682    | 4,14  | –     |
| Totale                                                   | Totale                             | 15 492                   | 100                      | 19 576  | 100     | | 16 489 | 100   | 30    |
|                                                          |                                    |                          |                          |         |         | |        |       |       |
| Fonte: Ministero dell'interno                            |                                    |                          |                          |         |         | |        |       |       |

#### Magenta
| Candidati                     | Candidati                  | II turno             | II turno       | I turno | I turno | Liste                                                           | Voti   | %     | Seggi |
| Candidati                     | Candidati                  | Voti                 | %              | Voti    | %       | Liste                                                           | Voti   | %     | Seggi |
| ----------------------------- | -------------------------- | -------------------- | -------------- | ------- | ------- | --------------------------------------------------------------- | ------ | ----- | ----- |
|                               | Giuliana Labria ✔️ Sindaca | 6 476                | 51,14          | 5 104   | 33,10   | L'Ulivo                                                         | 3 014  | 23,48 | 9     |
| Rifondazione Comunista        | Giuliana Labria ✔️ Sindaca | 6 476                | 51,14          | 5 104   | 33,10   | 1 215                                                           | 9,46   | 3     |       |
|                               | Sante Zuffada              | 6 187                | 48,86          | 5 299   | 34,36   | Forza Italia                                                    | 2 934  | 22,86 | 2     |
| Alleanza Nazionale            | Sante Zuffada              | 6 187                | 48,86          | 5 299   | 34,36   | 1 244                                                           | 9,69   | 1     |       |
| Seggio di coalizione          | Seggio di coalizione       | Seggio di coalizione | 48,86          | 5 299   | 34,36   | 1                                                               |        |       |       |
|                               | Adele Ferrari              | Adele Ferrari        | Adele Ferrari  | 2 886   | 18,72   | Lega Nord                                                       | 2 547  | 19,84 | 1     |
| Seggio di coalizione          | Seggio di coalizione       | Seggio di coalizione | Adele Ferrari  | 2 886   | 18,72   | 1                                                               |        |       |       |
|                               | Luca Del Gobbo             | Luca Del Gobbo       | Luca Del Gobbo | 2 131   | 13,82   | Forza Magenta (Cristiani Democratici Uniti-Partito Federalista) | 1 883  | 14,67 | 1     |
| Seggio di coalizione          | Seggio di coalizione       | Seggio di coalizione | Luca Del Gobbo | 2 131   | 13,82   | 1                                                               |        |       |       |
| Totale                        | Totale                     | 12 663               | 100            | 15 420  | 100     |                                                                 | 12 837 | 100   | 20    |
|                               |                            |                      |                |         |         |                                                                 |        |       |       |
| Fonte: Ministero dell'interno |                            |                      |                |         |         |                                                                 |        |       |       |

1. ↑  In sostituzione di Ugo Ligarotti (LN).
2. ↑  In sostituzione di Alberto Segalini (LN)).
3. ↑  In sostituzione di Chiara Pinfari (PPI).
4. ↑  In sostituzione di Rodolfo Jannaccone-Pazzi (LN).
5. ↑  In sostituzione di Giuseppe Rubini (LN).
6. ↑  In sostituzione di Maurizio Ferrari (LN).
7. ↑  In sostituzione di Giovanni Battista Calderoni (Lega Nord).
8. ↑  In sostituzione di Franco Bertarelli (LN).